# Butenona
La butenona, también llamada metil vinil cetona es un compuesto orgánico del grupo de las cetonas, y más concretamente una enona. Es un líquido altamente tóxico, inflamable e incoloro con un olor acre. Es fácilmente soluble en agua, metanol, etanol, acetona, y ácido acético.

## Síntesis
La metil vinil cetona ha sido producida industrialmente por condensación de la acetona y el formaldehído.

## Aplicaciones
La butenona puede actuar como alquilante ya que es un aceptor de Michael eficaz. Su capacidad alquilante es tanto la causa de su alta toxicidad como la característica que lo hace un intermedio útil en síntesis orgánica.
Polimeriza espontáneamente. Es usado en la fabricación de polímeros plásticos.
Es también un intermedio en la síntesis de esteroides y la vitamina A.

## Toxicidad
La butenona es extremadamente peligrosa. La inhalación origina tos y dificultad para respirar, incluso a bajas concentraciones. Además fácilmente provoca irritación en la piel, en los ojos o en las membranas mucosas.